# Thomas Mogford
Pour les articles homonymes, voir Mogford.
Thomas Mogford, né le 10 avril 1977 à Oxford, dans la région de l'Angleterre du Sud-Est, est un écrivain britannique.

## Biographie
Thomas Mogford naît à Oxford en 1977. Il suit les cours de l'université d'Oxford, étudie le droit et travaille notamment comme journaliste pour le magazine Time Out et comme traducteur pour le parlement européen et pour l'UEFA.
En 2012, il publie le roman policier Shadow of the Rock, dont le personnage principal est l'avocat Spike Sanguinetti installé à Gibraltar. L'idée de ce personnage lui est venu alors qu'il était étudiant en droit : durant sa scolarité, il a effectué un voyage dans ce petit territoire britannique d'outre-mer dans le but de s'y installer comme avocat. Sanguinetti est depuis le principal protagoniste de tous les romans de Mogford.

## Œuvre

### Romans

#### SérieSpike Sanguinetti
- Shadow of the Rock (2012)
- Sign of the Cross (2013)
- Hollow Mountain (2014)
- Sleeping Dogs (2015)
- A Thousand Cuts (2017)

## Prix et distinctions notables
- Nomination au New Blood Dagger Award en 2013 pour Shadow of the Rock.